# Konstanty van der Noot
Konstanty van der Noot (ur. 1787 w Dzikowie, zm. 1818) – polski wojskowy, pierwszy naczelnik Wyższej Wojskowej Sekretnej Policji (następnie Wojskowej Tajnej Policji) Księcia Konstantego.
Był synem pochodzącego z Lotaryngii oficera Pierre’a van der Noota i Polki Marianny z domu Kowalskiej. Karierę wojskową rozpoczął w 1804 roku służąc w pułku ułanów we Włoszech. Dwa lata później przeszedł na służbę francuskiego wywiadu, dowodzonej przez generała Savary’ego, gdzie zajmował się rozpracowywaniem wojsk pruskich, a następnie objął funkcję kuriera (a w rzeczywistości szpiega) francuskiego w Petersburgu.
W 1808 roku służył u boku Savary’ego w Hiszpanii, by już rok później figurować jako podporucznik pułku szwoleżerów. W 1811 roku został ponownie skierowany do pracy wywiadowczej przeciwko Rosji. Po abdykacji Napoleona w 1813 roku, której doczekał już w stopniu kapitana, powrócił na ziemie polskie. W 1815 roku przeszedł na służbę carską, został awansowany do stopnia majora dyżurstwa sztabu głównego, a także mianowany dowódcą eskorty przybocznej ks. Konstantego. Do 1818 roku kierował biurem Wyższej Wojskowej Sekretnej Policji.